# Pseudopolycope
Pseudopolycope is een geslacht van kreeftachtigen uit de klasse van de Ostracoda (mosselkreeftjes).

## Soorten
- Pseudopolycope (Divacope) chavturi Karanovic & Brandão, 2012
- Pseudopolycope (Divacope) cornea (Chavtur, 1981)
- Pseudopolycope (Divacope) rotunda (Chavtur, 1981)
- Pseudopolycope (Pseudopolycope) akatovae Chavtur, 1983
- Pseudopolycope (Pseudopolycope) comandorica Chavtur, 1979
- Pseudopolycope (Pseudopolycope) helix Kornicker, Iliffe & Harrison-Nelson, 2007
- Pseudopolycope (Pseudopolycope) inermis Chavtur, 1984
- Pseudopolycope (Pseudopolycope) intermedia (Chavtur, 1979)
- Pseudopolycope (Pseudopolycope) krylatki (Chavtur, 1977)
- Pseudopolycope (Pseudopolycope) quasivitjazi Karanovic & Brandão, 2012
- Pseudopolycope (Pseudopolycope) shornikovi Chavtur, 1984
- Pseudopolycope (Pseudopolycope) spio Karanovic & Brandão, 2012
- Pseudopolycope (Pseudopolycope) tesselata Chavtur, 1983
- Pseudopolycope (Pseudopolycope) verhovskiensis Chavtur, 1983
- Pseudopolycope (Pseudopolycope) vitjazi Chavtur, 1981
- Pseudopolycope akatovae Chavtur, 1983
- Pseudopolycope comandorica Chavtur, 1979
- Pseudopolycope essybaiensis (Hartmann, 1974) Chavtur, 1991
- Pseudopolycope inermis Chavtur, 1984
- Pseudopolycope intermedia (Chavtur, 1979) Chavtur, 1981
- Pseudopolycope krylatcki (Chavtur, 1977) Chavtur, 1981
- Pseudopolycope sadkoiensis Chavtur, 1983
- Pseudopolycope shornikovi Chavtur, 1984
- Pseudopolycope striata (Mueller, 1894) Chavtur, 1981
- Pseudopolycope tessellata Chavtur, 1983
- Pseudopolycope verhovskiensis Chavtur, 1983